# Kai Hahto
Kai Juhani Hahto (Vaasa, 31 dicembre 1973) è un batterista finlandese, membro del gruppo musicale Wintersun dal 2004 e dei Nightwish dal 2019.

## Carriera
Durante la sua carriera ha fatto parte di numerosi gruppi musicali finlandesi di genere heavy metal, tra cui Cartilage, Wings, Rotten Sound, Arthemesia (in cui militava anche Jari Mäenpää), Enochian Crescent e Vomiturition. Nel 1999 ha inoltre dato vita al progetto blues rock Max on the Rox, con cui ha finora pubblicato tre album.
Ha svariati soprannomi acquisiti durante la militanza nelle diverse band in cui ha suonato, tra cui "K" (con i Rotten Sound), "Caer Hallam Generis" (con gli Enochian Crescent), "Dr. K.H." (con gli Arthemesia) e "The Grinder" (con i Wintersun).
È endorser per la Meinl, batterie Pearl, pedali Pearl Eliminator, bacchette Balbex e Roland V-Drums.

## Discografia

### Con i Cartilage

#### Demo
- Encapsulated Rehearsal - 1991
- In Godly Flesh - 1991

#### Split
- Ex Oblivione/The Fragile Concept of Affection - 1992

### Con i Wings

#### Demo
- Bitterness - 1992
- The Sun - 1994

#### EP
- Thorns On Thy Oaken Throne - 1993

#### Full-length
- Diatribe - 1995

### Con i Vomiturition
- A Leftover - 1995

### Con gli Enochian Crescent

#### Demo
- Promo III - 1996

#### Full-length
- Telocvovim - 1997
- Omega Telocvovim - 2000

#### EP
- Babalon Patralx de Telocvovim - 1998

#### Split
- The Blackened Rainbow - 1998

### Con i Rotten Sound

#### Full-length
- Drain - 1999
- Murderworks - 2002
- Exit - 2005

#### EP
- Still Psycho - 2000
- Consume to Contaminate - 2006

#### Split
- 8 Hours of Lobotomy - 2001
- Seeds of Hate / Crap - 2002

#### Raccolte
- From Crust ´Til Grind - 2003

#### DVD
- Murderlive - 2004

### Con i Max on the Rox
- Voodoo - 2000
- Rox II - 2002
- Rhythmic Songs from a Mysterious Red House - 2004

### Con gli Arthemesia
- Devs-Iratvs - 2001

### Con i Wintersun

#### Demo
- Winter Madness - 2004

#### Full-length
- Wintersun - 2004
- Time I - 2012

#### DVD
- Live at Summer Breeze 2005 - 2006

### Con i Trees of Eternity
- Hour of the Nightingale - 2016

### Con i Nightwish
- Endless Forms Most Beautiful - 2015
- Human. :II: Nature. - 2020
- Yesterwynde - 2024

### Con gli Swallow the Sun
- New Moon - 2009

### Altre partecipazioni
- Agressor: Medieval Rites - 1999